# Стефан Пешев
Стефан Иванов Пешев е български националреволюционер, участник в Априлското въстание (1876).

## Биография
Роден е през 1854 г. в Севлиево. Той е по-голям брат на политика Петър Пешев (1858 – 1931).
Участва в културния живот на града. Председател е на Севлиевското читалище „Росица“ (1875 – 1876).
Включва се в националноосвободителните борби. Председател е на Севлиевския частен революционен комитет на ВРО. Участва в подготвеното от нея Априлското въстание от 1876 г. Главен организатор е на подготовката му в Ново село, Кръвеник и Батошево. Заловен е от турците непосредствено преди вдигане на въстанието. Осъден е на смърт от военно-полеви съд в Търново и е обесен в Севлиево заедно с помощника му Йонко Карагьозов на 25 юни 1876 г.
Известен с прословутата фраза: „Продай си нивата, купи си пушка“.

## Памет
Неговото име носят училище и главна улица в Севлиево, улица в Габрово и в София (Карта). На Стефан Пешев и братята му е наречена улица „Братя Пешеви“ в кварталите „Подуяне“ и „Христо Смирненски“ в София (Карта).